# Quatorze besoins fondamentaux selon Virginia Henderson
| Apprendre |

| Se récréer |

| S'occuper en vue de se réaliser |

| Agir selon ses croyances et ses valeurs |

| Communiquer avec ses semblables |

| Éviter les dangers |

| Être propre et protéger ses téguments |

| Maintenir sa température corporelle |

| Se vêtir et se dévêtir |

| Dormir, se reposer |

| Se mouvoir et maintenir une bonne posture |

| Éliminer |

| Boire et manger |

| Respirer |

Les 14 besoins fondamentaux
Les quatorze besoins fondamentaux selon Virginia Henderson représentent un modèle conceptuel en sciences humaines et notamment en soins infirmiers. Ils font partie des courants de pensée infirmière et sont proposés par Virginia Henderson depuis 1947. La vision de l'interdépendance des besoins humains et de leurs satisfactions, issue de la pratique de Virginia Henderson, est fortement marquée par le courant behavioriste. Enseigné durant les études en soins infirmiers, le concept des quatorze besoins fondamentaux se base notamment sur l'expérimentation personnelle,.

## Description du modèle
Selon le modèle de Virginia Henderson, les besoins fondamentaux de l'être humain peuvent être classés selon une liste ordonnée que les professionnels de santé utilisent lors des soins d'une personne malade ou en bonne santé.
Virginia Henderson établit son classement se basant sur une vision paradigmatique, par une approche à la fois biologique et physiologique (les besoins primaires, homéostasie), psychologique et sociale (les besoins secondaires), et même spirituelle (bien-être, besoin tertiaire et développement personnel).
Le modèle présenté inclut la notion de satisfaction du besoin, c'est-à-dire la capacité et la motivation de combler une perte, de maintenir ou d'améliorer un état. 
Cette vision schématique du fonctionnement et des besoins humains est un guide pour le soignant. La grille des quatorze besoins est aussi utilisée pour établir l'anamnèse d'une personne ou un recueil de données infirmier, lorsqu'elle est demandeuse de soins, notamment de soins infirmiers. Ces besoins sont aussi utilisés en psychiatrie[réf. nécessaire], où les patients ne sont pas forcément demandeur de soins. Il convient donc d'adapter l'utilisation de ces besoins aux patients rencontrés, comme le voulait Henderson.  
| Besoin                                                                     | Description du besoin |
| -------------------------------------------------------------------------- | --- |
| Respirer                                                                   | Capacité d'une personne à maintenir un niveau d'échanges gazeux suffisant et une bonne oxygénation. |
| Boire et manger                                                            | Capacité d'une personne à pouvoir boire ou manger, à mâcher et à déglutir. Également à avoir faim et absorber suffisamment de nutriments pour capitaliser l'énergie nécessaire à son activité.                                                         |
| Éliminer                                                                   | Capacité d'une personne à être autonome pour éliminer selles et urine et d'assurer son hygiène intime. Également d'éliminer les déchets du fonctionnement de l'organisme.                                                                              |
| Se mouvoir et maintenir une bonne posture                                  | Capacité d'une personne de se déplacer seule ou avec des moyens mécaniques, d'aménager son domicile de façon adéquate et de ressentir un confort. Également de connaître les limites de son corps.                                                     |
| Dormir, se reposer                                                         | Capacité d'une personne à dormir et à se sentir reposée. Également de gérer sa fatigue et son potentiel d'énergie. |
| Se vêtir et se dévêtir                                                     | Capacité d'une personne de pouvoir s'habiller et se déshabiller, à acheter des vêtements. Également de construire son identité physique et mentale. |
| Maintenir sa température corporelle dans la limite de la normale (37,2 °C) | Capacité d'une personne à s'équiper en fonction de son environnement et d'en apprécier les limites. |
| Être propre et protéger ses téguments                                      | Capacité d'une personne à se laver, à maintenir son niveau d'hygiène, à prendre soin d'elle et à se servir de produits pour entretenir sa peau, à ressentir un bien-être et de se sentir beau. Également à se percevoir au travers du regard d'autrui. |
| Éviter les dangers                                                         | Capacité d'une personne à maintenir et promouvoir son intégrité physique et mentale, en connaissance des dangers potentiels de son environnement. |
| Communiquer avec ses semblables                                            | Capacité d'une personne à être comprise et comprendre grâce à l'attitude, la parole, ou un code. Également à s'insérer dans un groupe social, à vivre pleinement ses relations affectives et sa sexualité.                                             |
| Agir selon ses croyances et ses valeurs                                    | Capacité d'une personne à connaître et promouvoir ses propres principes, croyances et valeurs. Également à les impliquer dans le sens qu'elle souhaite donner à sa vie.                                                                                |
| S'occuper en vue de se réaliser                                            | Capacité d'une personne à avoir des activités ludiques ou créatrices, des loisirs, à les impliquer dans son auto-réalisation et conserver son estime de soi. Également de tenir un rôle dans une organisation sociale.                                 |
| Se récréer                                                                 | Capacité d'une personne à se détendre et à se cultiver. Également à s'investir dans une activité qui ne se centre pas sur une problématique personnelle et d'en éprouver une satisfaction personnelle.                                                 |
| Apprendre                                                                  | Capacité d'une personne à apprendre d'autrui ou d'un événement et d'être en mesure d'évoluer. Également à s'adapter à un changement, à entrer en résilience et à pouvoir transmettre un savoir.                                                        |

Selon ce modèle, tous les besoins sont à considérer avec la même attention. Chaque individu peut avoir à un moment ou un autre une lacune dans un ou plusieurs besoins.

## Utilisation

### Définition assurantielle de la dépendance
En France, par exemple, l'action sociale, et les contrats d'assurance couvrant la garantie dépendance sont construits sur des grilles d'évaluation de la perte d'autonomie : 
- soit la grille AGGIR (acronyme de « autonomie gérontologique groupes iso-ressources ») ;
- soit une combinaison des 4 besoins considérés comme fondamentaux : 
  - se lever et se déplacer tout seul ;
  - s'habiller et se couvrir tout seul ;
  - se laver et faire ses besoins (urine et selles) tout seul ;
  - se nourrir tout seul (faire ses courses, cuisiner, porter la nourriture et la boisson à la bouche).